# Paul Grimault
Paul Grimault (23 de marzo de 1905-29 de marzo de 1994) fue un director de animación de nacionalidad francesa, autor de muchos filmes de estilo delicado, lírico y satírico.

## Biografía
Nacido en Neuilly-sur-Seine, Francia, pasó su infancia en Brunoy, pero con el inicio de la Primera Guerra Mundial sus padres le enviaron a Normandía. En 1916 se instaló en París con su familia, y estudió en la École Duperré desde 1919 a 1922. Después trabajó en el taller de decoración Pomone, en Le Bon Marché. Tras su servicio militar (1925 - 1926), fue empleado como diseñador de muebles en Faubourg Saint-Antoine desde 1927 a 1928.
En 1929 fue diseñador en el taller de publicidad de l'Agence Damour, donde conoció a Jean Aurenche, Jean Anouilh y Jacques Prévert. Desde 1931 a 1936 formó parte del Groupe Octobre. Para el cine interpretó pequeños papeles, destacando su participación en L'Atalante, film de Jean Vigo, y en 1932 realizó la producción publicitaria La table tournante con Jean Aurenche. 

### Cine de animación
Paul Grimault fue director de cine de animación. En 1936 creó con André Sarrut, productor cinematográfico, la sociedad de cine de animación Les Gémeaux, que desapareció en 1950. Fue la segunda empresa francesa de animación de importancia, tras la de Émile Cohl, que había cerrado años antes. Grimault realizó diversos filmes publicitarios y cortometrajes de animación, como Phénomènes électriques, Le marchand de notes (1943, en el que aparecía por vez primera el personaje Niglo), L'épouvantail, Le Voleur de paratonnerres, Le Petit Soldat (primera colaboración con Prévert, o La Bergère et le Ramoneur. 
Grimault creó en 1951 una segunda sociedad de animación, Les films Paul Grimault, que produjo filmes como Le Roi et l'Oiseau, La Légende de la soie, La faim du monde, Le Diamant, Le Chien mélomane, y su último largometraje, La Table tournante, rodado en colaboración con Jacques Demy.
Su trabajo más importante fue Le Roi et l'oiseau, el cual tardó 30 años en producir. Empezó el film titulándose La Bergère et le Ramoneur en 1948, pero un compañero de Grimault, André Sarrut, presentó la cinta inacabada en 1952, contra los deseos de Grimault. Esto causó diferencias entre los cineastas y un parón en la producción. En 1967 Grimault consiguió la propiedad del film, y posteriormente lo completó, siendo finalizado en 1980 con el título Le Roi et l'oiseau, incorporando nuevas secuencias y contratando a los animadores originales junto a algunos nuevos y más jóvenes. 

### Sus personajes
A veces se ha considerado a Paul Grimault como el Walt Disney francés, pero al contrario de éste, nunca reutilizó sus personajes. Hizo evolucionar a algunos, como los policías gemelos de Le Voleur de paratonnerres que recuerda a Le Sir de Massouf de La Flûte magique, y que será el Jefe de Policía en Le Roi et l'Oiseau. Gô, personaje de Les Passagers de la Grande Ourse, será Niglo en Le Marchand de notes, y el deshollinador de Le Roi et l'Oiseau.

### Animadores
Muchos animadores trabajaron con Paul Grimault entre 1936 y 1988. En el estudio Les Gémeaux colaboraron, entre otros, Jacques Asséo, Vilma de Kiss, Gabriel Allignet, Léon Dupont, Georges Juillet, Henri Lacam, Alberto Ruiz, Jean Vimenet y Léon Dupont, Roger Ségui, Jean-François Laguionie y Philippe Leclerc.

### Actor
Tras su debut en filmes publicitarios de los años 1930 dirigidos por Marcel Carné o Jean Aurenche, Grimault multiplicó las siluetas y figuraciones en las producciones de sus amigos, particularmente en las del Grupo Octubre. Una de sus colaboraciones más conocidas fue la que hizo en Le Crime de monsieur Lange, de Jean Renoir (1936). Una de sus últimas interpretaciones la llevó a cabo en Mi tío, de Jacques Tati (1958).
Paul Grimault recibió un César honorífico en la ceremonia de los Premios César 1989. El cineasta falleció en Le Mesnil-Saint-Denis, Francia, en 1994.

## Filmografía
Largometrajes
- 1953 : La Bergère et le Ramoneur
- 1980 : Le Roi et l'Oiseau. Este film recibió el Premio Louis Delluc en diciembre de 1979.[6]
- 1988 : La Table tournante, en colaboración con Jacques Demy.[7]

Cortos
- 1936 : Monsieur Pipe fait de la peinture (inacabado)
- 1937 : Phénomènes électriques
- 1938 : Le Messager de la lumière
- 1938 : L'enchanteur est enchanté
- 1938 : Sain et Sauf
- 1939 : Gô chez les oiseaux (inacabado)
- 1941 : Les Passagers de la Grande Ourse
- 1942 : Le Marchand de notes
- 1942 : La Machine à explorer le temps (inacabado)
- 1942 : L'Épouvantail
- 1944 : Le Voleur de paratonnerres - Gran Premio de dibujo animado en la Bienal de Venecia, 1948
- Niglo  reporter (inacabado)
- 1946 : La Flûte magique
- 1947 : Le Petit Soldat – Premio internacional, Bienal de Venecia, 1948, gran Premio de los Festivales de Praga y Río, 1950
- 1950 : La Légende de la soie
- 1952 : Pierres oubliées - Bienal de Venecia, 1948 : Premio internacional, Bienal de Venecia; 1950 : Gran premio del Festival de Río ; 1950 : Gran Premio del Festival de dibujos animados de Praga
- 1956 : Enrico cuisinier (codirigido con Pierre Prévert)
- 1957 : La Faim du monde
- 1964 : Le Petit Claus et le Grand Claus
- 1970 : Le Diamant (estrenado como complemento de L'Aveu, de Costa-Gavras)
- 1973 : Le Chien mélomane

### Obras de Paul Grimault
- Le Roi et l'oiseau, en colaboración con Jacques Prévert, París, Gallimard, 1980 (álbum sobre el film del mismo título).
- Traits de  mémoire, prefacio de Jean-Pierre Pagliano, París, éditions du Seuil, 1991.

Libros ilustrados por Paul Grimault
- Jean L'Hôte, La communale, París, éditions du Seuil, 1957.
- Albert Simonin, Le Petit Simonin illustré, édition Pierre Amiot, 1957.

Álbumes sobre filmes de Paul Grimault
- Paul Mariel, Les passagers de la Grande Ourse, París, Gallimard, 1944
- Paul Guth, L'Épouvantail, París, Gallimard, 1946